# La misma sangre
La misma sangre es una película argentina de 2019 coescrita y dirigida por Miguel Cohan; y protagonizada por Oscar Martínez, Dolores Fonzi Leandro López y Diego Velázquez.

## Sinopsis
Carla y Santiago han sabido construir una sólida familia, que demuestra sus debilidades ante la muerte de la madre de Carla durante labores domésticas. Santiago sospecha que su suegro Elías es responsable de dicho fallecimiento.

## Reparto
- Dolores Fonzi como Carla.
- Oscar Martínez como Elías.
- Diego Velázquez como Santiago.
- Paulina García como Adriana.
- Luis Gnecco como Lautaro.